# مرزبانان پایدار پل جلفا
در سوم شهریور سال ۱۳۲۰، با شروع حملات زمینی و هوایی شوروی و انگلیس از نقاط مختلف به ایران، در هنگام تهاجم نیروهای ارتش شوروی از منطقه شمال غرب، سه تن از مرزبانان ایرانی با نام‌های «سرجوخه مصیب ملک محمدی»، «سید محمد راثی هاشمی» و «عبدالله شهریاری» با تعداد بسیار زیادی از لشکر شوروی، به‌صورت داوطلبانه مقابل نیروهای مهاجم بر روی پل آهنی جلفا مقاومت نموده و از خاک میهنشان دفاع کردند.

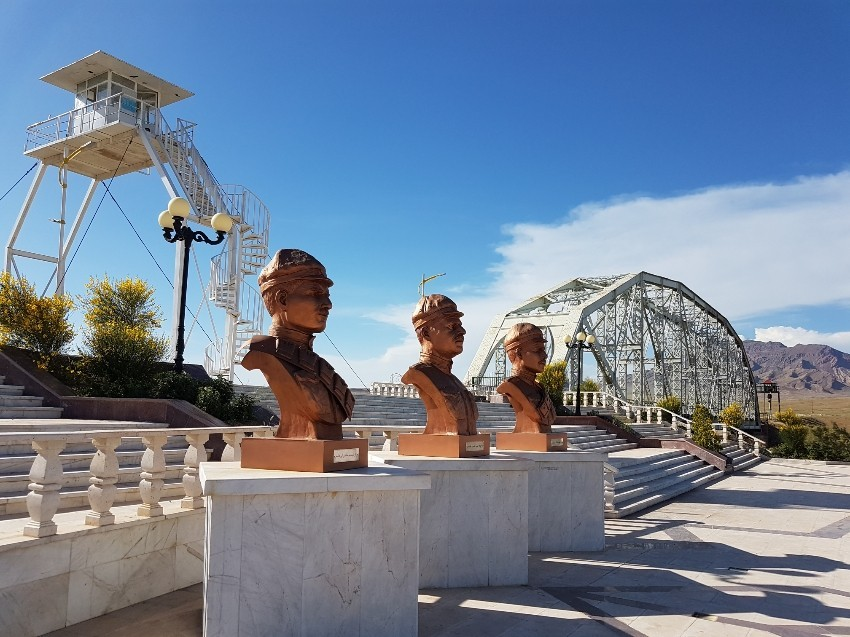
یادمان سه مرزبان شهید مرز جلفا

ساعت ۴ صبح روز سوم شهریورماه سال ۱۳۲۰ هجری شمسی به سرجوخه ملک محمدی در پاسگاه مرزبانی جلفا در آذربایجان‌شرقی خبر می‌دهند لشکری عظیم از ارتش سرخ شوروی به سوی مرز می‌آید و قصد دارد از «پل آهنی» گذشته و وارد کشور شود.
سرجوخه خبر را به تبریز مخابره می‌کند و از آنجا هم به تهران. از پایتخت دستور می‌آید که پادگان را تخلیه کنید و بدون هیچ مقاومتی اجازه ورود ارتش شوروی را بدهید. سرجوخه جسور خطاب به سربازانش می‌گوید: «هرکسی می‌خواهد، برگردد. من اینجا می‌مانم. می‌خواهم از کشور مقابل اجنبی‌ها دفاع کنم.» سرجوخه مصیب ملک محمدی همراه با سرباز عبدالله شهریاری، سیدمحمد راثی هاشمی و سرباز دیگری هم قسم می‌شوند و می‌مانند.
هنگامی که نخستین نفربر شوروی قصد عبور از پل آهنی را دارد سرباز شهریاری بسوی راننده آن شلیک می‌کند و سرباز روس را از پای درمی‌آورد. درگیری سنگینی بین نیروهای کاملاً مسلح ارتش شوروی و سرجوخه و ۳ سربازش درمی‌گیرد.
در نهایت سرجوخه محمدی همراه با دو سرباز دیگرش عبدالله شهریاری و سید محمد راثی هاشمی زیر آتش شدید توپخانه لشکر ۴۷ شوروی کشته می‌شوند. نفر چهارم برای رساندن خبر ورود لشکر ۴۷ به دستور سرجوخه ملک محمدی ساعتی پیش از کشته شدن سه همرزمش بسوی تبریز رفته بود.

[بزرگمردان وطن]

## شرح واقعه

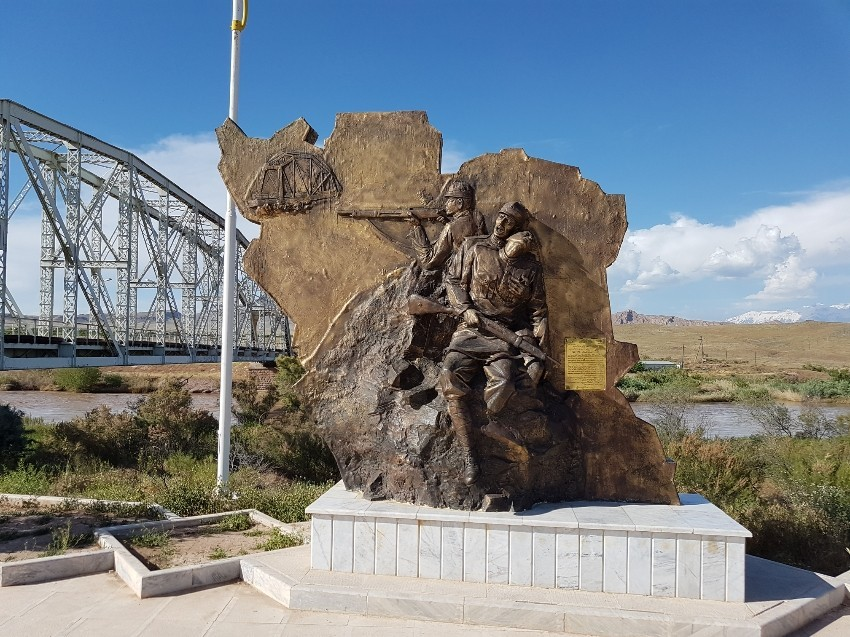
یادمان سه مرزبان در مرز جلفا

هنگامی که متفقین تصمیم به اشغال ایران در جنگ جهانی دوم را می‌گیرند، این سه مرزبان وظیفه پاسداری از پل آهنی راه آهن واقع در مرز جلفا-نخجوان بر عهده داشتند. پس از آن که ارتش شوروی برای ورود به خاک ایران به این پل که عملاً بهترین و آسان ترین محل برای عبور تانک و نفربر از روی رود ارس است، نزدیک می‌شوند مقاومت این سه سرباز ایرانی آغاز می‌گردد.

## بی‌خبری از سرنوشت مرزبانان
خانواده‌های این سه ژاندارم ایرانی نزدیک به ۶۰ سال از سرنوشت آنان بی‌خبر بودند. آنها تصور می‌کردند پدرانشان از سوی روس‌ها اسیر شده و در اردوگاه‌های کار اجباری در سیبری زیر فشار کار طاقت‌فرسا از دنیا رفته‌اند تا آنکه در سال ۱۳۸۰ و از طریق یک گزارش خبری صدا و سیما از سرنوشت آنان با خبر گشتند.

## یادمان شهدای شهریور ۱۳۲۰
یادمان و مزار این مرزبانان توسط سازمان میراث فرهنگی، صنایع دستی و گردشگری ایران و استانداری آذربایجان شرقی در اسفند ۱۳۸۹ در نقطه صفر مرزی با جمهوری آذربایجان پس از بازسازی، رونمایی شده است.